# Dekanat aleksandrowski (diecezja włocławska)
Dekanat aleksandrowski – jeden z 33 dekanatów rzymskokatolickiej diecezji włocławskiej.
W skład dekanatu wchodzą następujące parafie:
- parafia Przemienienia Pańskiego w Aleksandrowie Kujawskim
- parafia NMP Wspomożenia Wiernych w Aleksandrowie Kujawskim
- parafia Narodzenia NMP w Ostrowąsie
  - sanktuarium Matki Bożej Pani Kujaw
- parafia św. Jana Chrzciciela w Służewie
- parafia św. Marcina Biskupa w Straszewie
- parafia św. Józefa w Zakrzewie

Dziekan dekanatu aleksandrowskiego
- ks. Andrzej Zdzienicki  - proboszcz parafii Przemienienia Pańskiego w Aleksandrowie Kujawskim[1]

Wicedziekan
- wakat